# جزیره چاه بیشه
جزیره چاه بیشه نام جزیره‌ای در دریاچه بختگان در استان فارس ایران است.